# Чарлс „Бъди“ Роджърс
Чарлс „Бъди“ Роджърс (на английски: Charles "Buddy" Rogers) е американски актьор и музикант. Известен е най-вече с филма си
„Криле“ от 1927 г., носител на две награди на Филмовата академия на САЩ - първият Оскар за най-добър филм, както и първият Оскар за най-добри инженерни ефекти. Във филма още участва Клара Боу. Той има звезда на Алеята на славата, поставена там през 1960 г. През 1993 г. получава звезда и на Алеята на звездите в Палм Спрингс.
На 24 юни 1937 г. той скючва брак с Мери Пикфорд. Това е нейният трети брак и тя е 12 години по-възрастна от него. Те осинпвяват две деца (Мери не може да има деца) - момче и момиче. Те остават заедно 42 години, до смъртта на Мери през 1979 г. Чарлс „Бъди“ Роджърс умира през 1999 г. на 94 години.